# Madsen (Band)/Diskografie
Diese Diskografie ist eine Übersicht über die musikalischen Werke der deutschen Indie-Rock-Band Madsen. Den Schallplattenauszeichnungen zufolge hat sie bisher mehr als 300.000 Tonträger verkauft. Ihre erfolgreichsten Veröffentlichungen sind die Singles Du schreibst Geschichte und Lass die Musik an mit jeweils über 150.000 verkauften Einheiten.

## Alben

### Studioalben
| Jahr | Titel Musiklabel                       | Höchstplatzierung, Gesamtwochen, AuszeichnungChartplatzierungen (Jahr, Titel, Musiklabel, Platzierungen, Wochen, Auszeichnungen, Anmerkungen) | Höchstplatzierung, Gesamtwochen, AuszeichnungChartplatzierungen (Jahr, Titel, Musiklabel, Platzierungen, Wochen, Auszeichnungen, Anmerkungen) | Höchstplatzierung, Gesamtwochen, AuszeichnungChartplatzierungen (Jahr, Titel, Musiklabel, Platzierungen, Wochen, Auszeichnungen, Anmerkungen) | Anmerkungen                           |
| Jahr | Titel Musiklabel                       | DE | AT | CH | Anmerkungen                           |
| ---- | -------------------------------------- | --- | --- | --- | ------------------------------------- |
| 2005 | Madsen. Vertigo Records (UMG)          | DE23 (10 Wo.)DE | AT39 (9 Wo.)AT | — | Erstveröffentlichung: 30. Mai 2005    |
| 2006 | Goodbye Logik Vertigo Records (UMG)    | DE8 (7 Wo.)DE | AT18 (6 Wo.)AT | — | Erstveröffentlichung: 11. August 2006 |
| 2008 | Frieden im Krieg Vertigo Records (UMG) | DE6 (9 Wo.)DE | AT28 (4 Wo.)AT | — | Erstveröffentlichung: 7. März 2008    |
| 2010 | Labyrinth Vertigo Records (UMG)        | DE7 (4 Wo.)DE | AT25 (2 Wo.)AT | — | Erstveröffentlichung: 23. April 2010  |
| 2012 | Wo es beginnt Four Music (Sony)        | DE2 (7 Wo.)DE | AT4 (4 Wo.)AT | CH84 (1 Wo.)CH | Erstveröffentlichung: 17. August 2012 |
| 2015 | Kompass Four Music (Sony)              | DE5 (5 Wo.)DE | AT10 (3 Wo.)AT | — | Erstveröffentlichung: 14. August 2015 |
| 2018 | Lichtjahre Arising Empire (WMG)        | DE3 (5 Wo.)DE | AT20 (1 Wo.)AT | — | Erstveröffentlichung: 15. Juni 2018   |
| 2020 | Na gut dann nicht Arising Empire (WMG) | DE7 (3 Wo.)DE | AT55 (1 Wo.)AT | — | Erstveröffentlichung: 9. Oktober 2020 |
| 2023 | Hollywood Goodbye Logik (Indigo)       | DE1 (2 Wo.)DE | AT60 (1 Wo.)AT | — | Erstveröffentlichung: 18. August 2023 |

### Livealben
| Jahr | Titel Musiklabel                               | Höchstplatzierung, Gesamtwochen, AuszeichnungChartplatzierungen (Jahr, Titel, Musiklabel, Platzierungen, Wochen, Auszeichnungen, Anmerkungen) | Höchstplatzierung, Gesamtwochen, AuszeichnungChartplatzierungen (Jahr, Titel, Musiklabel, Platzierungen, Wochen, Auszeichnungen, Anmerkungen) | Höchstplatzierung, Gesamtwochen, AuszeichnungChartplatzierungen (Jahr, Titel, Musiklabel, Platzierungen, Wochen, Auszeichnungen, Anmerkungen) | Anmerkungen                            |
| Jahr | Titel Musiklabel                               | DE | AT | CH | Anmerkungen                            |
| ---- | ---------------------------------------------- | --- | --- | --- | -------------------------------------- |
| 2014 | 10 Jahre Madsen – Live Columbia Records (Sony) | DE22 (1 Wo.)DE | — | — | Erstveröffentlichung: 13. Juni 2014    |
| 2020 | Lichtjahre – Live Arising Empire (WMG)         | DE17 (1 Wo.)DE | — | — | Erstveröffentlichung: 21. Februar 2020 |

### Weihnachtsalben
| Jahr | Titel Musiklabel                            | Höchstplatzierung, Gesamtwochen, AuszeichnungChartplatzierungen (Jahr, Titel, Musiklabel, Platzierungen, Wochen, Auszeichnungen, Anmerkungen) | Höchstplatzierung, Gesamtwochen, AuszeichnungChartplatzierungen (Jahr, Titel, Musiklabel, Platzierungen, Wochen, Auszeichnungen, Anmerkungen) | Höchstplatzierung, Gesamtwochen, AuszeichnungChartplatzierungen (Jahr, Titel, Musiklabel, Platzierungen, Wochen, Auszeichnungen, Anmerkungen) | Anmerkungen                            |
| Jahr | Titel Musiklabel                            | DE | AT | CH | Anmerkungen                            |
| ---- | ------------------------------------------- | --- | --- | --- | -------------------------------------- |
| 2024 | Die Weihnachtsplatte Goodbye Logik (Indigo) | DE32 (1 Wo.)DE | — | — | Erstveröffentlichung: 6. Dezember 2024 |

### EPs
| Jahr | Titel Musiklabel                              | Anmerkungen                                    |
| ---- | --------------------------------------------- | ---------------------------------------------- |
| 2006 | Das Fritz Radio Konzert Vertigo Records (UMG) | Erstveröffentlichung: 5. September 2006        |
| 2007 | Live aus dem Norden Vertigo Records (UMG)     | Erstveröffentlichung: 19. Januar 2007          |
| 2011 | Willkommen bei Madsen Vertigo Records (UMG)   | Erstveröffentlichung: 11. März 2011 Coveralbum |

## Singles
| Jahr | Titel Album                                     | Höchstplatzierung, Gesamtwochen, AuszeichnungChartplatzierungen (Jahr, Titel, Album, Platzierungen, Wochen, Auszeichnungen, Anmerkungen) | Höchstplatzierung, Gesamtwochen, AuszeichnungChartplatzierungen (Jahr, Titel, Album, Platzierungen, Wochen, Auszeichnungen, Anmerkungen) | Höchstplatzierung, Gesamtwochen, AuszeichnungChartplatzierungen (Jahr, Titel, Album, Platzierungen, Wochen, Auszeichnungen, Anmerkungen) | Anmerkungen                                                         |
| Jahr | Titel Album                                     | DE | AT | CH | Anmerkungen                                                         |
| ---- | ----------------------------------------------- | --- | --- | --- | ------------------------------------------------------------------- |
| 2005 | Die Perfektion Madsen.                          | DE67 (5 Wo.)DE | — | — | Erstveröffentlichung: 21. März 2005                                 |
| 2005 | Immer mehr Madsen.                              | DE96 (1 Wo.)DE | — | — | Erstveröffentlichung: 23. Mai 2005                                  |
| 2005 | Vielleicht Madsen.                              | — | — | — | Erstveröffentlichung: 22. Juli 2005                                 |
| 2006 | Du schreibst Geschichte Goodbye Logik           | DE55 Gold · (9 Wo.)DE | AT54 (8 Wo.)AT | — | Erstveröffentlichung: 28. Juli 2006 Verkäufe: + 150.000             |
| 2006 | Goodbye Logik                                   | — | — | — | Erstveröffentlichung: 13. Oktober 2006                              |
| 2007 | Der Moment Goodbye Logik                        | DE95 (1 Wo.)DE | — | — | Erstveröffentlichung: 2. Februar 2007                               |
| 2007 | Ein Sturm Goodbye Logik                         | — | — | — | Erstveröffentlichung: 29. Juni 2007                                 |
| 2008 | Nachtbaden Frieden im Krieg                     | DE60 (2 Wo.)DE | AT74 (1 Wo.)AT | — | Erstveröffentlichung: 15. Februar 2008                              |
| 2008 | Verschwende dich nicht Frieden im Krieg         | DE93 (1 Wo.)DE | — | — | Erstveröffentlichung: 25. April 2008                                |
| 2008 | Liebeslied Frieden im Krieg                     | — | — | — | Erstveröffentlichung: 17. Oktober 2008                              |
| 2010 | Lass die Liebe regieren Labyrinth               | DE50 (6 Wo.)DE | — | — | Erstveröffentlichung: 9. April 2010                                 |
| 2010 | Mein Herz bleibt hier Labyrinth                 | — | — | — | Erstveröffentlichung: 27. August 2010                               |
| 2012 | Lass die Musik an Wo es beginnt                 | DE81 Gold · (5 Wo.)DE | — | — | Erstveröffentlichung: 3. August 2012 Verkäufe: + 150.000            |
| 2012 | Love Is a Killer Wo es beginnt                  | — | — | — | Erstveröffentlichung: 2. November 2012 feat. Walter Schreifels      |
| 2014 | Hey Hey Wickie –                                | — | — | — | Erstveröffentlichung: 18. April 2014                                |
| 2015 | Inkognito –                                     | — | — | — | Erstveröffentlichung: 5. Juni 2015                                  |
| 2015 | Sirenen Kompass                                 | — | — | — | Erstveröffentlichung: 12. Juni 2015                                 |
| 2015 | Küss mich Kompass                               | — | — | — | Erstveröffentlichung: 31. Juli 2015                                 |
| 2017 | Bumm! Bumm! Bumm! –                             | — | — | — | Erstveröffentlichung: 5. Juli 2017 feat. König Boris                |
| 2017 | Hungriges Herz 2017 –                           | — | — | — | Erstveröffentlichung: 7. Juli 2017 mit Mia.; Original: Mia.         |
| 2019 | Wenn ich wollte Selig macht: Selig              | — | — | — | Erstveröffentlichung: 6. Dezember 2019 feat. Selig: Original: Selig |
| 2020 | Na gut dann nicht                               | — | — | — | Erstveröffentlichung: 28. August 2020                               |
| 2020 | Behalte deine Meinung Na gut dann nicht         | — | — | — | Erstveröffentlichung: 11. September 2020                            |
| 2020 | Quarantäne für immer Na gut dann nicht          | — | — | — | Erstveröffentlichung: 25. September 2020                            |
| 2023 | Ein bisschen Lärm Hollywood                     | — | — | — | Erstveröffentlichung: 14. April 2023                                |
| 2023 | Hollywood                                       | — | — | — | Erstveröffentlichung: 19. Mai 2023                                  |
| 2023 | Heirate mich Hollywood                          | — | — | — | Erstveröffentlichung: 23. Juni 2023                                 |
| 2023 | Brücken Hollywood                               | — | — | — | Erstveröffentlichung: 28. Juli 2023                                 |
| 2023 | Es geht wieder los Die Weihnachtsplatte         | — | — | — | Erstveröffentlichung: 1. Dezember 2023                              |
| 2024 | Faust hoch –                                    | — | — | — | Erstveröffentlichung: 26. Juli 2024                                 |
| 2024 | Heute Nacht! Madsen. (20th Anniversary Edition) | — | — | — | Erstveröffentlichung: 8. November 2024                              |
| 2024 | Einsame Herzen Die Weihnachtsplatte             | — | — | — | Erstveröffentlichung: 22. November 2024                             |

## Musikvideos
| Jahr | Titel                    | Regisseur(e)                                   |
| ---- | ------------------------ | ---------------------------------------------- |
| 2005 | Die Perfektion           | AlexandLiane                                   |
| 2005 | Immer mehr               | AlexandLiane                                   |
| 2005 | Vielleicht               | Daniel Harder                                  |
| 2006 | Du schreibst Geschichte  | Daniel Harder                                  |
| 2006 | Goodbye Logik            | Sven Bollinger                                 |
| 2007 | Der Moment               | AlexandLiane                                   |
| 2007 | Ein Sturm                | Marc Helfers                                   |
| 2008 | Nachtbaden               | Marc Helfers                                   |
| 2008 | Verschwende dich nicht   | Marc Helfers                                   |
| 2009 | Kein Mann für eine Nacht |                                                |
| 2009 | Liebeslied               | Marc Helfers                                   |
| 2010 | Lass die Liebe regieren  | Marc Helfers                                   |
| 2010 | Mein Herz bleibt hier    | Hagen Decker                                   |
| 2012 | Lass die Musik an        | Hinrich Pflug                                  |
| 2012 | Baut wieder auf          | Hinrich Pflug, Patrick Wilfert                 |
| 2014 | K.B.A.G.                 |                                                |
| 2014 | Love Is a Killer         | Joffrey Jans, Kai Kurve                        |
| 2015 | Sirenen                  | Sander Houtkruijer                             |
| 2015 | Küss mich                | Esther Bialas, Nathan Nill                     |
| 2015 | Kompass                  | Esther Bialas, Nathan Nill                     |
| 2017 | Bumm! Bumm! Bumm!        | Stephen Erckmann, Kay Özdemir                  |
| 2017 | Hungriges Herz 2017      | polkadot.berlin                                |
| 2018 | Rückenwind               | Dennis Dirksen                                 |
| 2018 | Mein erstes Lied         | Kay Oezdemir                                   |
| 2018 | Sommerferien             | Ingo Schmoll                                   |
| 2020 | Na gut dann nicht        |                                                |
| 2020 | Behalte deine Meinung    |                                                |
| 2020 | Quarantäne für immer     |                                                |
| 2020 | Herzstillstand           |                                                |
| 2023 | Ein bisschen Lärm        | Dennis Dirksen                                 |
| 2023 | Hollywood                | Wolfgang Groos                                 |
| 2023 | Heirate mich             | Thilo Gosejohann                               |
| 2023 | Brücken                  |                                                |
| 2024 | Faust hoch               | Sascha Madsen, Sebastian Madsen                |
| 2024 | Heute Nacht!             | Madsen                                         |
| 2024 | Einsame Herzen           | Sascha Madsen, Sebastian Madsen, Marco Sensche |

## Sonderveröffentlichungen

### Alben
| Jahr | Titel Musiklabel                                   | Anmerkungen |
| ---- | -------------------------------------------------- | --- |
| 2007 | Essential 5: Madsen Vertigo Records (UMG)          | Erstveröffentlichung: 29. Juni 2007 Vertrieb nur über iTunes; Teil der „Essential-5“-Reihe                      |
| 2007 | Frieden im Krieg Vertigo Records (UMG)             | Erstveröffentlichung: 30. Januar 2009 Auszug aus Frieden im Krieg; Verkäufe werden dem Studioalbum hinzuaddiert |
| 2008 | Essential 5: Nachtbaden Vertigo Records (UMG)      | Erstveröffentlichung: 2008 Vertrieb nur über iTunes                                                             |
| 2008 | iTunes Live: Berlin Festival Vertigo Records (UMG) | Erstveröffentlichung: 2008 Vertrieb nur über iTunes                                                             |
| 2014 | 10 Jahre Madsen – Live Columbia Records (Sony)     | Erstveröffentlichung: Mai 2014 Auszug aus 10 Jahre Madsen – Live; Verkäufe werden dem Livealbum hinzuaddiert    |

### Lieder
| Jahr | Titel Album        | Anmerkungen |
| ---- | ------------------ | --- |
| 2014 | K.B.A.G. Schlaflos | Erstveröffentlichung: 17. Januar 2014 Jennifer Rostock feat. Madsen, MC Fitti, Grossstadtgeflüster & Feine Sahne Fischfilet |

| Jahr | Titel Album                                                                   | Anmerkungen                                                                                         |
| ---- | ----------------------------------------------------------------------------- | --------------------------------------------------------------------------------------------------- |
| 2012 | Generation im Arsch (Zukunft Rmx Von Marsimoto Cru) Juice Vol. 114            | Erstveröffentlichung: November 2012 feat. Marsimoto                                                 |
| 2014 | Hey, das ist nicht der Tag zu geh’n Poem – Leonard Cohen in deutscher Sprache | Erstveröffentlichung: 19. September 2014 Original: Judy Collins – Hey, That’s No Way to Say Goodbye |
| 2020 | Wenn ich wollte Selig macht: Selig                                            | Erstveröffentlichung: 13. März 2020 feat. Selig: Original: Selig                                    |

| Jahr | Titel Soundtrack zu                          | Anmerkungen                          |
| ---- | -------------------------------------------- | ------------------------------------ |
| 2014 | Hey Hey Wickie Wickie und die starken Männer | Erstveröffentlichung: 19. April 2014 |
| 2015 | Inkognito Rico, Oskar und das Herzgebreche   | Erstveröffentlichung: 11. Juni 2015  |

### Videoalben
| Jahr | Titel Musiklabel                                                  | Anmerkungen |
| ---- | ----------------------------------------------------------------- | --- |
| 2008 | Frieden im Krieg (Limited-Deluxe-Edition) Vertigo Records (UMG)   | Erstveröffentlichung: 7. März 2008 erweiterte Fassung mit Bonus-DVD; Verkäufe werden dem Studioalbum hinzuaddiert     |
| 2010 | Labyrinth (Limited-Deluxe-Digipack-Edition) Vertigo Records (UMG) | Erstveröffentlichung: 23. April 2010 erweiterte Fassung mit Bonus-DVD; Verkäufe werden dem Studioalbum hinzuaddiert   |
| 2014 | 5 Alben – 5 Nächte Columbia Records (Sony)                        | Erstveröffentlichung: 13. Juni 2014 Teil von 10 Jahre Madsen – Live                                                   |
| 2020 | Lichtjahre – Live Arising Empire (WMG)                            | Erstveröffentlichung: 21. Februar 2020 erweiterte Fassung mit Bonus-DVD; Verkäufe werden dem Studioalbum hinzuaddiert |

## Promoveröffentlichungen
| Jahr | Titel Album                    | Anmerkungen                               |
| ---- | ------------------------------ | ----------------------------------------- |
| 2005 | Panik Madsen.                  | Erstveröffentlichung: 2005                |
| 2005 | Unsichtbar Madsen.             | Erstveröffentlichung: 2005                |
| 2020 | Alte weiße Männer / Supergau – | Erstveröffentlichung: 2020 7″-Vinylplatte |

## Statistik

### Chartauswertung
|                     | DE     | AT    | CH    |
| ------------------- | ------ | ----- | ----- |
| Nummer-eins-Alben   | DE1DE  | AT—AT | CH—CH |
| Top-10-Alben        | DE7DE  | AT2AT | CH—CH |
| Alben in den Charts | DE11DE | AT9AT | CH1CH |

|                       | DE    | AT    | CH    |
| --------------------- | ----- | ----- | ----- |
| Nummer-eins-Singles   | DE—DE | AT—AT | CH—CH |
| Top-10-Singles        | DE—DE | AT—AT | CH—CH |
| Singles in den Charts | DE8DE | AT2AT | CH—CH |

### Auszeichnungen für Musikverkäufe
Anmerkung: Auszeichnungen in Ländern aus den Charttabellen bzw. Chartboxen sind in ebendiesen zu finden.
| Land/RegionAuszeichnungen für Musikverkäufe (Land/Region, Auszeichnungen, Verkäufe, Quellen) | Gold     | Platin | Verkäufe | Quellen           |
| -------------------------------------------------------------------------------------------- | -------- | ------ | -------- | ----------------- |
| Deutschland (BVMI)                                                                           | 2× Gold2 | —      | 300.000  | musikindustrie.de |
| Insgesamt                                                                                    | 2× Gold2 | —      |          |                   |